# Les Lionceaux (groupe)
Pour les articles homonymes, voir Les Lionceaux.
 (avril 2015).
Si vous disposez d'ouvrages ou d'articles de référence ou si vous connaissez des sites web de qualité traitant du thème abordé ici, merci de compléter l'article en donnant les références utiles à sa vérifiabilité et en les liant à la section « Notes et références ».
 (avril 2015).
- Si vous ne connaissez pas le sujet, laissez ce bandeau (vous pouvez alors contacter les auteurs).
- Si vous supprimez le contenu mis en cause (vous pouvez préalablement contacter les auteurs),

argumentez précisément cette suppression dans la page de discussion
(un manque de référence n'est pas un argument ; une recherche réelle de référence doit avoir été effectuée, être formellement documentée).
Les Lionceaux était un groupe de rock français populaire au milieu des années 1960.

## Histoire
Le groupe voit le jour à Reims (Marne) en 1961 autour d'Alain Hattat le fondateur, et donne son premier concert en 1962 en tournant dans la région de Reims.
En 1963, les formations instrumentales et vocales vont être considérées en France comme une formule sans avenir[réf. nécessaire]. Les groupes de rock de la première heure se dispersent, à commencer par les Chaussettes noires, les maisons de disques préférant désormais miser sur des artistes solo accompagnés de musiciens professionnels, souvent étrangers[réf. nécessaire]. Les Lionceaux sont alors à contre-courant. Pour autant, Les Lionceaux remportent trois fois le concours de l'émission télévisée Âge tendre et tête de bois en jouant l'instrumental The Spotnicks Theme. Ils sortent leur premier Super 45 tours chez Mercury Record en 1963.
En juin 1963, Lee Hallyday leur propose un contrat et Les Lionceaux accompagnent Johnny Hallyday en tournée. Quatre membres du groupe sont aux chœurs lors du passage du chanteur à l'Olympia en 1964 (voir Johnny Hallyday Olympia 64). En 1965, le groupe participe à l'album d'Hallyday Hallelujah.
En 1965, Vic Laurens fait appel aux Lionceaux pour enregistrer (sous label Mercury), deux de ses titres sur un 45 tours (leur collaboration n'est pas mentionnée sur la pochette) : As tu jamais et Ne lui dites rien. Avec la révélation mondiale des Beatles, qui change toute la donne, Les Lionceaux se retrouvent soudain à l'avant-garde de la scène française et durant les années 1964-1965, proposent des adaptations en langue française de chansons du groupe britannique[réf. nécessaire].
Herbert Léonard intègre la formation fin 1965. Le groupe se sépare en 1966.
Après une tentative de retour éphémère en 1992, les Lionceaux réapparaissent en 2005 sous la dénomination Les Lionceaux Revival avec une nouvelle formation faite comme à leurs débuts de trois guitares, une batterie et leur premier chanteur Willy qui est à l'origine de la re-formation. Ils se produisent dans des spectacles rétros en interprétant l'ancien répertoire du groupe et aussi des adaptations d'autres groupes français.
De nombreux musiciens ont participé au groupe au cours de sa carrière.

## Discographie

### Super 45 tours
- Ton nom, Mercury, 1963
- Je te veux tout à moi, Mercury, 1964
- Je ne peux l'acheter, Mercury, 1964
- Quatre garçons dans le vent, Mercury, 1964
- Dis-moi pourquoi, Mercury, 1965
- Passe le temps sans toi, Mercury, 1965
- SLC Jerk, Mercury, 1965

### 33 tours
- En direct du Bilboquet, Mercury, 1965
- Les Lionceaux, 1990
- L'album du jubilé, Lionceaux Revival, 2011
- Willy chante Cliff Richard (2018)
- Johnny Forever (2020)

### CD
- Le Rock, c'est ça !, Polygram, 1990
- Twistin' the Rock, Mercury, 2002

- Ils étaient une fois... Les Lionceaux, Lionceaux Revival, 2005
- Rock'n'Country, Lionceaux Revival,2009,
- Hommage à Cliff Richard et aux Shadows, Lionceaux Revival, 2014
- Johnny Forever (2020)